# Michael Wilder
Pour les articles homonymes, voir Wilder.
Michael Wilder est un joueur d'échecs et un avocat d'affaires américain né le 17 août 1962 à Philadelphie.

## Biographie et carrière
Michael Wilder obtint le titre de maître international en 1980. Il remporta la médaille d'argent par équipe lors de l'olympiade universitaire (moins de 26 ans) de 1985. En 1986, il partagea la deuxième place du championnat open d'échecs des États-Unis (l'U.S. Open) remporté par Larry Christiansen.
Il finit troisième du  championnat des États-Unis d'échecs et remporta l'open Lloyds Bank de Londres (avec 8 points sur 10) en 1987. L'année suivante, en 1988, il remporta le championnat américain et reçut le titre de grand maître international.
En décembre 1988, il finit treizième-quinzième ex æquo de l'open de sélection de la coupe du monde GMA à Belgrade.
Il arrêta sa carrière de joueur professionnel en 1990 et commença une carrière d'avocat.